# Francesca Saportella
Francesca Saportella i de Pinós (? - Sarrià, 25 de maig de 1364) va ser abadessa de Santa Maria de Pedralbes de 1336 a 1364. La seva cel·la fou coneguda com La bella cel·la pintada.
Neboda de la reina Elisenda, Francesca va ser la segona de les abadesses de santa Maria de Pedralbes, en succeir en el càrrec l'abadessa Sobirana d'Olzet, i segurament havia de comptar sempre amb la conformitat de la reina Elisenda, que encara vivia durant el seu abadiat i fins a la va sobreviure.
Francesca Saportella (o ça Portella) i de Pinós pertanyia a un llinatge vicarial i de magnats que va prendre el nom del castell de la Portella, anomenat també fins al segle XI, de Frontanyà, al comtat de Berga. Això per part del pare, Bernat Guillem de Saportella, baró de Lluçà i la Portella. Per la part materna era filla d'una Pinós, Sibil·la, pertanyent a una família igualment patrícia, per tal com la seva mare era cosina de la reina Elisenda de Montcada i de Pinós. Francesca Saportella era cosina de dues altres nobles del cercle de la reina, les filles de les quals, Constança de Cruïlles i Violant de Pallars, en ingressar com a monges al monestir, constituïren juntament amb l’abadessa Saportella el cercle familiar més íntim i pròxim a la reina.

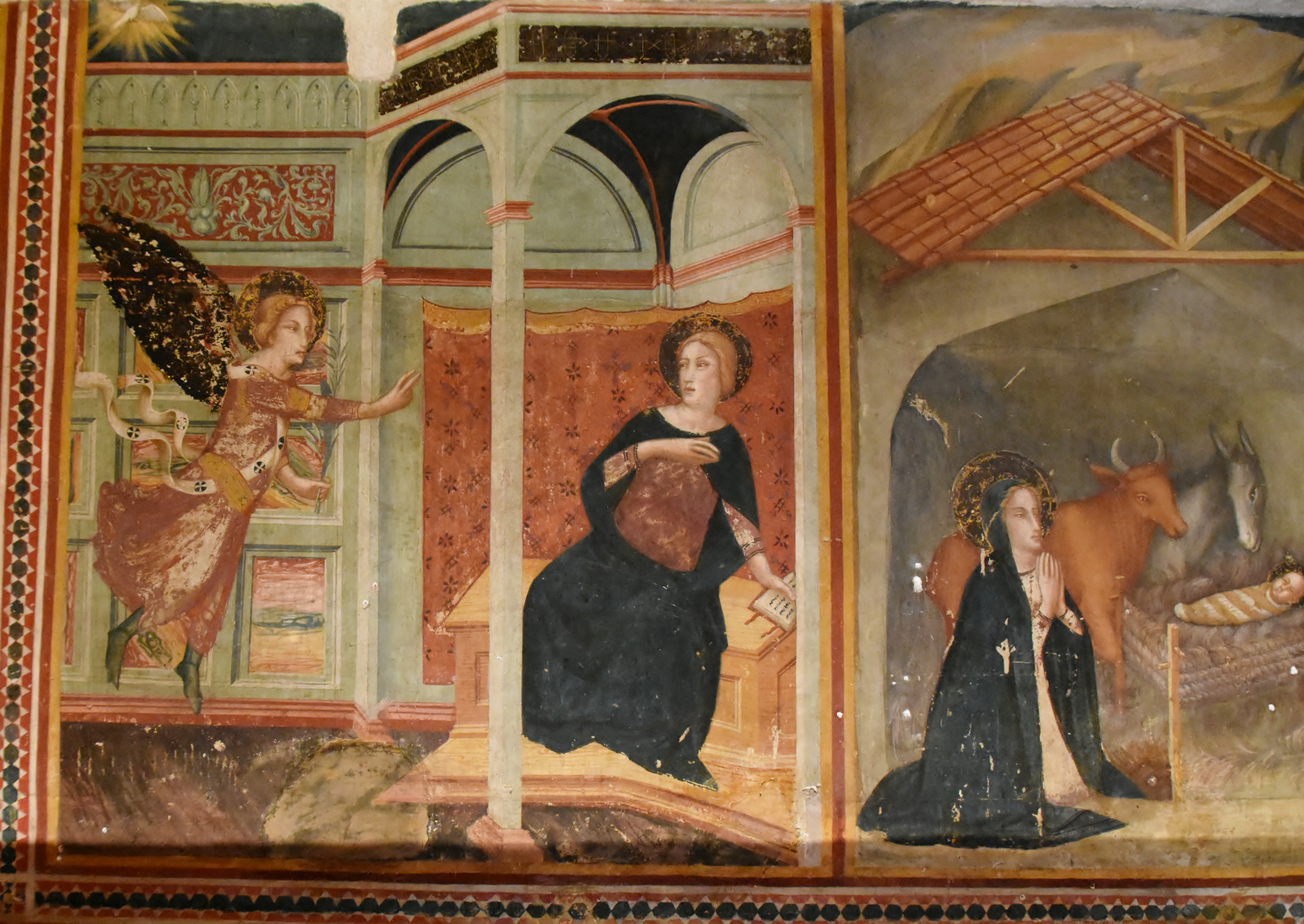
La capella de Sant Miquel

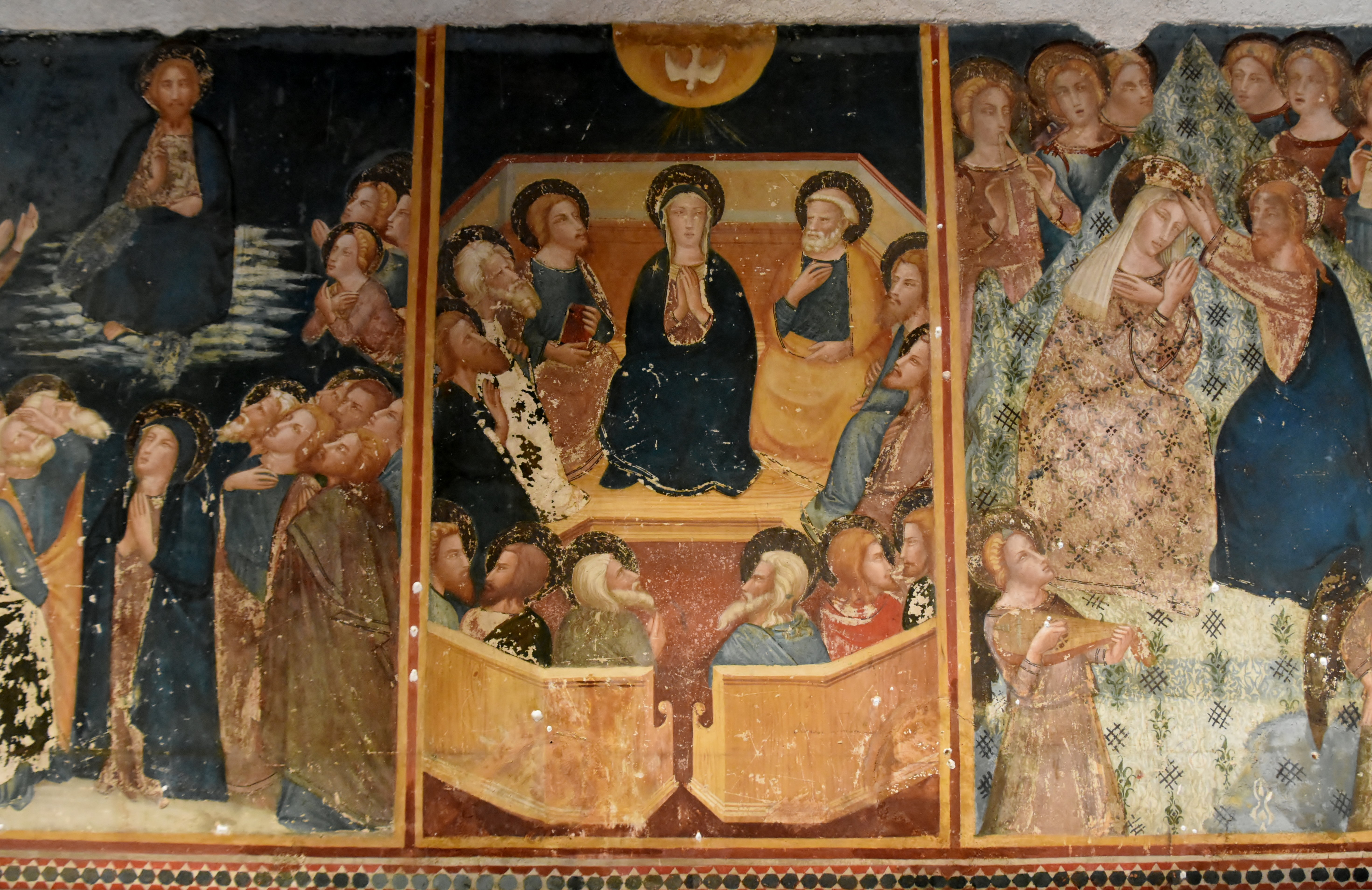

Al voltant del claustre es van construir uns petits espais per a l'oració individual d'algunes religioses durant el dia i, així, cada cel·la es decorava en funció del gust i les possibilitats econòmiques de la monja que la feia servir. Francesca Saportella va triar el mestre Jaume Ferrer Bassa, que en aquell moment era pintor real, perquè decorés la seva cel·la, la que avui es coneix com a capella de Sant Miquel, amb la recreació d'escenes religioses que aprofiten fins i tot els marcs de les obertures per a representar escenes de la vida de Jesús.
Les pintures d'aquesta cel·la –elaborades amb una tècnica mixta de fresc i oli–, es conserven íntegrament. Constitueixen un monument de valor incalculable per a l'estudi dels primers passos de la pintura catalana i són la primera mostra de la pintura del Trecento a la península. Les vint-i-cinc escenes que cobreixen les parets de la petita cel·la refereixen el cicle de la Passió de Crist, els Set Goigs de Maria i una col·lecció de retrats de sants, i constitueixen un testimoni excepcional de la pintura gòtica catalana.